# محافظة كنيديا
كِنديا هي محافظة غينية تقع في إقليم كنديا. عاصمتها هي كنديا . تبلغ مساحة المحافظة 9648 كيلومتر مربع ويبلغ عدد سكانها 439614 نسمة.

## المحافظات الفرعية
تنقسم المحافظة إدارياً إلى 10 محافظات فرعية :
1. مركز كنديا
2. بنغويه
3. دامنكنيه
4. فريغياغبي
5. كولينتي
6. مدينة أولى
7. ممبيا
8. مولوتا
9. سمايه
10. سوغيتا